# Biting Elbows
Biting Elbows (с англ. — «Кусая локти») — российская рок-группа, основанная в 2008 году в Москве.

## История группы
Группа была создана Ильей Найшуллером (вокал, гитара) и Ильей Кондратьевым (барабаны, позднее бас-гитара и вокал). Затем к группе примкнули гитарист Гарик Булденков и барабанщик Алексей Замараев. Изначально группа ориентировалась на панк-рок. Впоследствии расширила своё звучание вначале до пост-панка, затем до инди-рока.
В январе 2010 года группа выпустила клип на песню «Dope Fiend Massacre», который сразу попал в ротацию на телеканал A-ONE, имевший тогда ориентацию на альтернативную рок-музыку.
В мае 2011 года группа выпустила дебютный мини-альбом Dope Fiend Massacre, на три песни из которого (включая первый клип на «Dope Fiend Massacre») были сняты клипы.
Клип на песню «The Stampede» стал хитом на YouTube, собрав более 5 миллионов просмотров. Biting Elbows подписали контракт с лейблом «Мистерия звука», а песню «Light Despondent» включили в саундтрек к фильму «О чём ещё говорят мужчины».
В ноябре 2011 года группа выпустила полноценный альбом Biting Elbows на лейбле «Мистерия Звука».
В 2012 году Biting Elbows выступали на разогреве перед московскими концертами Guns N' Roses и Placebo, а также открывали «Максидром».
В марте 2013 года группа выпустила видеоклип «Bad Motherfucker» на YouTube, который за 10 дней собрал более 10 миллионов просмотров.
В 2017 году коллектив выпустил клип на песню «Love Song».
В июне 2019 года после длительного перерыва группа выпустила дилогию — два клипа «Control» и «Heartache».
В июле 2020 группа выпустила второй полноформатный альбом «Shorten The Longing», состоящий из 13 треков.
В апреле 2021 года вышел видеоклип на сингл «Boy is dead» в рамках цикла короткометражных хорроров «Кошмары музыкантов» на YouTube-канале «Последний канал».

## Дискография

### Альбомы
- Biting Elbows (2011)
- Shorten The Longing (2020)

### Мини-альбомы
- Dope Fiend Massacre (2011)

### Синглы
- «Bad Motherfucker» (2013)
- «Bullied Boy» (2015)
- «For The Kill» (2016)
- «Love Song» (2017)
- «Anarchy» (2018)
- «Control» (2019)
- «Heartache» (2019)
- «Boy is dead» (2020)

### Видеоклипы
| Год  | Название                           | Режиссёр       |
| ---- | ---------------------------------- | -------------- |
| 2010 | Dope Fiend Massacre                | Илья Найшуллер |
| 2011 | Light Despondent                   | Ладо Кватания  |
| 2011 | The Stampede(Insane Office Escape) | Илья Найшуллер |
| 2012 | Toothpick                          | Илья Найшуллер |
| 2013 | Bad Motherfucker                   | Илья Найшуллер |
| 2016 | For The Kill                       |                |
| 2017 | Love Song                          | Ладо Кватания  |
| 2019 | Heartache                          | Илья Найшуллер |
| 2019 | Control                            | Илья Найшуллер |
| 2021 | Boy is dead                        | Илья Найшуллер |